# Mirza Galib
Mirza Galib (urdu: غاؔلب, hindi: ग़ालिब, rođen kao Mirza Asadulah Baig Kan, Agra, Indija, 27. prosinca 1797. – Delhi, Indija, 15. veljače 1869.) bio je indijski pjesnik na urdu i perzijskom jeziku za vrijeme kasnog Mogulskog Carstva. Njegovi pseudonimi bili su: Halib (urdu: غالب, ġhālib znači "dominantan") i Asad (urdu: اسد, Asad znači "lav"); a njegova časna imena bila su: Dabir-ul-Mulk, Najm-ud-Daula. Bio je kroničar burne društveno-političke tranzicije koja je pratila njegov život, kada su mogule iz Indije istjerali Britanci i konačno svrgnuli s vlasti nakon ustanaka 1857. Njegove pjesme koje su bile lirske vrste naziva gazele, vrlo popularne na području urdu jezika, proslavili su ga kao najvećega pjesnika mogulskoga doba i jednoga od najvećih pjesnika u povijesti u Indije, Pakistana i hinduističke dijaspori diljem svijeta.
Halib je počeo pisati poeziju u dobi od 11 godina. Njegov materinji jezik bio je urdu, iako su se kod kuće također govorili perzijski i turski. Od malih nogu školovao se na perzijskom i arapskom jeziku. Kad je započeo svoje tinejdžerske godine, novoobraćeni muslimanski iranski putnik Abdus Samad (izvorno s imenom Hormuzd, Zoroaster) stigao je u grad Agru. Abdus je ostao u Halibovoj kući dvije godine i podučavao ga: perzijski, arapski, filozofiju i logiku.
Dok je sam Halib bio najviše ponosan na svoje umijeće u perzijskoj poeziji, danas je najpoznatiji po svojim gazelama na urdu jeziku. Urdski znanstvenici napisali su brojna objašnjenja kompilacija Halibovih gazela. Prvo objašnjenje ili šarh napisao je Ali Haider Nazm Tabatabai iz Hyderabada za vrijeme vladavine posljednjega nizama iz Hyderabada. Prije Haliba, gazela je bila izraz tjeskobne ljubavi; ali Halib je kroz gazele izražavao filozofiju, djela i misterije života i pisao je gazele o mnogim drugim temama, uvelike proširujući opseg gazela.
Prema klasičnim tradicijama gazela, u većini Halibovih stihova identitet i spol voljene osobe neodređeni su. Kritičar, pjesnik i pisac Šamsur Rahman Faruqui ukazuje da konvencija o "ideji" ljubavnika ili voljene osobe umjesto konkretnog ljubavnika ili voljene osobe oslobađa pjesnika, protagonista, ljubavnika od zahtjeva realizma. 
Prvi engleski prijevod Halibovih gazala bili su "Halibovi ljubavni soneti", objavljeni u Indiji i Pakistanu. 